# Komplementär distribution
Komplementär distribution innebär att olika fonetiska realiseringar, (uttal av ett visst fonem) styrs av den fonetiska omgivningen. På så sätt förekommer en allofon av ett fonem i vissa ställningar och en annan allofon av samma fonem i andra ställningar. Exempelvis har fonemet /ɛ/ ett annat uttal framför /r/ än i andra ställningar. Framför /r/ används allofonen [æ], till exempel bär, värd, och i övriga ställningar används allofonen [ɛ], till exempel län, säd, läs, räv.